# Azerbajdzjan i olympiska vinterspelen 2022
Azerbajdzjan deltog i de olympiska vinterspelen 2022 i Peking i Kina mellan den 4 och 20 februari 2022.
Azerbajdzjans lag bestod av två idrottare (en man och en kvinna) som båda tävlade i konståkning. Den 18 januari 2022 blev Vladimir Litvintsev utsedd till landets fanbärare vid öppningsceremonin. Vid avslutningsceremonin var en volontär landets fanbärare.

## Konståkning
| Idrottare           | Gren                   | Kortprogram | Kortprogram | Friåkningsprogram | Friåkningsprogram | Totalt | Totalt    |
| Idrottare           | Gren                   | Poäng       | Placering   | Poäng             | Placering         | Poäng  | Placering |
| ------------------- | ---------------------- | ----------- | ----------- | ----------------- | ----------------- | ------ | --------- |
| Vladimir Litvintsev | Herrarnas singelåkning | 84,15       | 18 Q        | 155,04            | 19                | 239,19 | 18        |
| Jekaterina Rjabova  | Damernas singelåkning  | 61,82       | 16 Q        | 118,15            | 15                | 179,97 | 15        |